# Reforma Agraria, Oaxaca
Reforma Agraria är en ort i Mexiko.   Den ligger i kommunen Heroica Ciudad de Huajuapan de León och delstaten Oaxaca, i den sydöstra delen av landet, 230 km sydost om huvudstaden Mexico City. Reforma Agraria ligger 1 733 meter över havet och antalet invånare är 114.
Terrängen runt Reforma Agraria är kuperad. Runt Reforma Agraria är det ganska glesbefolkat, med 24 invånare per kvadratkilometer. Närmaste större samhälle är Ciudad de Huajuapan de León, 2,9 km sydost om Reforma Agraria. I omgivningarna runt Reforma Agraria växer huvudsakligen savannskog.